# St. Mary's (Scillyøerne)
St. Mary's  er en ø i øgruppen Isles of Scilly, beliggende 45 km sydvest for Lands End, Cornwall. 
St Mary's er den største af Scillyøerne, med en befolkning på 1.666 (2001). 
Øernes hovedby Hugh Town med 1.068 indbyggere, ligger på en smal landtange, der forbinder halvøen The Garrison med resten af øen. Byens hovedgade er Scillyøernes vigtigste turist og administrationsby. Der er banker, hoteller, pubber og et lille hospital i byen og flere strande. Af seværdigheder er der blandt andet fæstningen Star Castle, (nu hotel) bygget i 1593. Hugh Town blev solgt til indbyggerne i 1949, mens resten af øen tilhører hertugdømmet Cornwall.
St. Mary's færgehavn og havn er placeret ved Hugh Town, hvor færgen Scillonian III og fragtskibet Gry Maritha ligger til. 
Lufthavnen St. Mary's Airport ligger lige uden for Hugh Town. Herfra er der regelmæssige afgange med helikopter til Penzance, og med et 16-sæders fly til St Just, Cornwall. 

## Landsbyer
- Old Town er beliggende syd for Hugh Town og er formodenlig den ældste bebyggelse på øen. Der er en kirke, en kro, to caféer, kolonialhandel og vuggestue. På Old Town Churchs kirkegård, er en del de 335 passagerer og besætningsmedlemmer begravet i en massegrav efter at det tyske passager og fragtskib S/S Schiller den 7. maj 1875 løb på grund øst for øen Bishop Rock. Kun 35 overlevede. Englands tidligere premierminister Harold Wilson, er også begravet her.
- Porthloo nord for Hugh Town er et populært turistområde med badestrand, hoteller, pensionater og restauranter. Nær stranden ligger holmene Taylors Island og Newford Island.
- Holy Vale er St Mary's mindste landsby med en del sommerhuse til udlejning.
- Maypole er et turistområde, der huser øernes enste ridecenter.
- Rocky Hill er en lille landsby i midt på øen, som er et turistområde med sommerhuse.
- Telegraph på den nordvestlige del er St. Mary's største landsby. Øens eneste golfbane ligger i nærheden.